# Nyctimystes brevipalmatus
Nyctimystes brevipalmatus es una especie de anfibio anuro de la familia Pelodryadidae. 

## Distribución geográfica
Esta rana se distribuye por el este de Australia, desde el sudeste de Queensland hasta Ourimbah en Nueva Gales del Sur.
Es de color marrón con una banda negra que va desde su boca a la pata delantera. Sus muslos e ingle son de color azul claro o verde con manchas negras en la ingle.
Viven cerca de cuerpos de agua estacionales junto a zonas de bosque. Pone entre 500 y 600 huevos en grupos que flotan sobre el agua. En condiciones experimentales los renacuajos tardan en realizar la metamorfosis y convertirse en ranas entre 52 y 100 días. En la naturaleza este proceso puede tardar menos, entre 34 y 42 días.
Según la Lista Roja de la UICN, estas ranas están en peligro de extinción a causa de la deforestación, de la construcción de carreteras y ferrocarriles, de los incendios, de la contaminación, y también debido a la competición con especies invasoras.